# Vakita
Pour l’article ayant un titre homophone, voir Vaquita.
Vakita est un média en ligne français créé en 2022 par Hugo Clément et Régis Lamanna-Rodat.

## Histoire
Le média est créé en 2022. Sa sortie est annoncée le 9 novembre 2022, sur ses réseaux sociaux Instagram et Facebook,.
Hugo Clément a déclaré préparer ce projet depuis 2020 avec son associé Régis Lamanna-Rodatet,,.

## Caractéristiques

### Le nom «Vakita»
Le nom Vakita est une référence au vaquita, un mammifère marin considéré par la WWF comme le plus en danger au monde,,.

### Identité visuelle
Le logo de Vakita a été produit par la société 17mars[pertinence contestée],.

### Ligne éditoriale
Le média se présente comme un média d’investigation autour des enjeux environnementaux et sociétaux. Le média est présenté comme un média « d'enquête et d’action ». Il cherche à répondre aux sollicitations du public sur des sujets environnementaux ou sociaux. Hugo Clément a écrit sur la page Instagram du nouveau média : « Ce média sera à votre service. Vous nous alertez sur quelque chose ? Nous enquêtons ! ».
Vakita s’affiche comme un média d’utilité publique sous la forme de plusieurs rubriques actuelles : environnement, féminisme, cause animale, précarité ou encore consommation. « Notre objectif : informer, créer de l’entraide et vous permettre de passer à l’action pour changer les choses. VAKITA, c’est une petite équipe de journalistes qui ne recule devant aucune pression. Mais VAKITA, c’est surtout VOUS ! ».
Ce média se présente comme militant car d'après les créateurs : « la situation est trop grave pour rester dans une posture de neutralité ».
Le but de ce média est de créer des reportages « choc » sur le thème de l'environnement.

### Éditions participatives
Les internautes envoient des idées de sujets à enquêter via l’adresse mail alerte@vakita.fr.

### Format
Les enquêtes sont toutes sous forme de vidéos.

### Collaborations
Le média collabore avec d'autres tels que France Bleu ou Radio France.

## Direction
Axel Roux est le rédacteur en chef selon le Parisien.

## Controverses

### Indépendance financière
Du côté des investisseurs, on retrouve le groupe Artémis fondé par François Pinault mais aussi Mediawan (dont les fondateurs sont Pierre-Antoine Capton, Xavier Niel et Matthieu Pigasse).
Dans une interview pour L'Informé, Hugo Clément indique que « Xavier, Marc (NDLR : Simoncini) ou Jacques-Antoine, utilisent peut-être parfois des avions privés, c’est leur choix, mais ils mettent leurs réseaux, leur notoriété et leurs moyens financiers au service de nombreux combats environnementaux [...] J’ai notamment lancé avec eux le Référendum pour les animaux, qui a permis de faire bouger les choses concrètement et qui a abouti à un changement législatif. Alors oui, ils ne sont pas exemplaires. Je ne le suis pas non plus. Mais ils changent, et s’engagent, alors qu’ils pourraient décider de ne rien faire. »
Selon L’Informé : « Ce n’est pas la première fois que le journaliste jongle avec les paradoxes [...] De janvier 2018 à mi-2019, il a travaillé pour le site d’informations Konbini. Or, ce média est détenu majoritairement par la famille Perrodo depuis mai 2018, comme l’a révélé la Lettre A en mars 2019. »

### Permis de chasser
En octobre 2024, un journaliste infiltré décide de passer le permis de chasser. Il déclare avoir passé une formation « où toucher la cible n'est même pas obligatoire pour obtenir le droit de tirer sur un animal en forêt. ».
Le magazine Chasse Passion note que « la formation du permis de chasser se focalise sur la sécurité à la chasse. L’objectif est de s’assurer qu’on ne donne pas le permis à un Lucky Luke des temps modernes qui va tirer à tout va. ».

## Affaires judiciaires

### Pierre Cadéac
Le dresseur animalier Pierre Cadéac porte plainte contre Hugo Clément après que Vakita a participé à une enquête de l’Association Paz,,. En février 2024, dans une vidéo publiée sur son compte Instagram, Hugo Clément annonce qu’il est mis en examen pour diffamation à la suite de la publication de l’enquête,.

## Aspects économiques

### Modèle économique
Pour financer les enquêtes, l’abonnement à Vakita est payant et coûte 5 euros par mois,.

### Produits dérivés
En octobre 2024, Hugo Clément lance un modèle de basket végane pour financer le média.